# Eleccions municipals de 2011 a Alcover
Les eleccions municipals de 2011 a Alcover van ser unes eleccions locals que es van celebrar el diumenge 22 de maig de 2011 a Alcover, a l'Alt Camp, com a part de les eleccions municipals espanyoles. Es van triar els 13 regidors de l'Ajuntament d'Alcover.

## Context
Amb un predomini incontestable des de 1999, el partit municipalista Alcoverencs pel Canvi ha estat l'actor principal en la política de la vila. De llavors ençà, les següents eleccions va concórrer en coalició amb el Partit dels Socialistes a través de la fórmula Progrés Municipal, assolint així la majoria absoluta.

## Sistema electoral
Les eleccions als ajuntaments de l'Estat espanyol estan fixades per celebrar-se el quart diumenge de maig cada quatre anys. El sistema electoral fa servir la regla D'Hondt amb representació proporcional, llistes tancades i una barrera electoral del 5% dels vots vàlids, que inclou els vots en blanc. La votació per a l'assemblea local es basa en el sufragi universal.
En les eleccions municipals, la circumscripció electoral és el municipi i el nombre d'escons (o sigui, regidors) a triar del municipi es determina en funció del nombre d'habitants censats en aquest municipi. En el cas d'Alcover, a causa de l'increment de la població que va superar la frontera dels 5.000 habitants, el nombre d'escons en joc a l'ajuntament va augmentar d'11 a 13 respecte a les eleccions anteriors.
En relació amb el dret de vot de la població estrangera a Alcover, un total de 39 ciutadans estrangers tenien dret a vot a la vila.

## Candidatures
El 26 d'abril del mateix any, la Junta Electoral de Zona de Valls va proclamar quatre candidatures del municipi d'Alcover en el Butlletí Oficial de la Província de Tarragona.
| Partit polític | Partit polític                                     | Cap de llista           | Llista de candidats |
| -------------- | -------------------------------------------------- | ----------------------- | --- |
|                | Alcoverencs pel Canvi - Progrés Municipal (ApC-PM) | Anton Ferré i Fons      | Llista 1. Anton Ferré i Fons 2. Bonaventura Figueras Busquets 3. Maria Antonia Girona Puig 4. Jesus Gutierrez Ramirez 5. Maria Granja Bonache 6. Marti Yebras Cañellas 7. Julian Sanchez Araque 8. Xavier Torrell Camps 9. M. Rosa Balleste Pujol 10. Rosa M. Juan Casas 11. Angel Mora Clares 12. Noelia Cintas Bernabe 13. Silvia Gordo Osuna Suplents: Imma Cabrera Castaño, Joan Dolcet Vallverdu, Juan Francisco Puig Torbellino         |
|                | Convergència i Unió (CiU)                          | Joaquim Jimenez Roales  | Llista 1. Joaquim Jimenez Roales 2. Francisca Rodriguez Baez 3. Angel Salas Masdeu 4. Gaspar Caparo Sangra 5. Magdalena Belleste Esquerda 6. Angel Clares Gallego 7. Antoni Llaurado Perez 8. Josep Maria Maydeu Torres 9. Silvia Perez Balleste 10. Gemma Virtus Arenas 11. Leopold Cortes Sanahuja 12. Constantin Ilincuta 13. Montserrat Lozano Blazquez Suplents: Joan Maria Llorens Molne, Anna Alvarez Camara, Gabriel Gonzalez Magrane |
|                | Solidaritat Catalana per la Independència (SI)     | Lluís Catala Roca       | Llista 1. Lluís Catala Roca 2. Laia Fuguet Molne 3. Maria Francesca Tell Rosich 4. Ricard Girones Vallverdu 5. Isaac Rosich Tarrech 6. Maria Isabel Torres Carnice 7. Iker Bilbao Areste 8. Nuria Berbera Sole 9. Juan Cortes Cortes 10. Indaleci Puig Aixala 11. Susana Linares Guillen 12. Sonia Vizcaino Martinez 13. Josep Barbera Gomis 14. Josep Maria Pons Queralto 15. Priscila Trujillo Cordoba 16. David Gavalda Chacon             |
|                | Partit Popular (PP)                                | Isabel Saavedra Murillo | Llista 1. Isabel Saavedra Murillo 2. Joan Ramos Muñoz 3. Maria Dolores Santiago Gallego (Ind.) 4. Eduardo Guerro Bou (Ind.) 5. Ioan Daniel Ciobotaru (Ind.) 6. Alejandro Lopez Alvarez (Ind.) 7. Palmira Martin Martin (Ind.) 8. Santiago Garcia Castro 9. Rosa Maria Espasa Señal (Ind.) 10. Pilar Santiago Gallego (Ind.) 11. Maria Jose Rodriguez Estirado (Ind.) 12. Maximino Ladero Bermejo 13. Jorge Muñoz Tobarias (Ind.)              |

## Jornada electoral

### Constitució de les meses
En aquell moment, Alcover tenia una població de 5.143 habitants, dels quals 3.600 persones van ser cridades a votar en alguna de les 4 meses que es van constituir al municipi.

### Participació
La participació en aquestes eleccions va ser de 60,5%, el qual cosa implica que un total de 2.177 ciutadans del municipi van decidir exercir el seu dret a vot. Comparant aquesta participació amb la mitjana catalana, Alcover va registrar una xifra més alta, situant-se en 5,5 punts percentuals per sobre.
A continuació, es presenta una taula amb els percentatges de participació registrats a diferents hores del dia de les eleccions:
| Hores              | Alcover       |
| ------------------ | ------------- |
| Participació (14h) | 32,0% ( 2,7%) |
| Participació (18h) | 44,5% ( 1,4%) |
| Participació (20h) | 60,5% ( 1,0%) |

## Resultats electorals
Aquestes eleccions van resultar en la victòria de la coalició entre els municipalistes Alcoverencs pel Canvi (ApC) i el Partit dels Socialistes de Catalunya (PSC) amb 1.194 vots, representant un 54,8% del total. Tot i que es van assegurar la majoria absoluta i conserven teòricament el mateix nombre d'escons, han perdut un 15 % de suport electoral. A més a més, cal tenir en compte que el nombre total en el consistori d'Alcover va augmentar d'11 a 13 en aquesta convocatòria respecte a les anteriors.